# Violeta (IZ*ONE歌曲)
《Violeta》是IZ*ONE的單曲，由Stone Music Entertainment於2019年4月1日發行，為第二張韓語迷你專輯《HEART*IZ》的主打歌。日語版於2020年10月21日發行，收錄在首張日語專輯《Twelve》。

## 編曲
「Violeta」是一首以热带浩室節拍和未来贝斯前奏的流行曲目，歌詞靈感來自於故事《快樂王子》。根據告示牌的Jeff Benjamin所描述，它具有「色彩和花卉主題，女孩們試圖喚起和誘導一個戀人像即將綻放的花朵一樣開放自己」的特色。它比之前的韓文歌曲《La Vie en Rose》更加快節奏和注重編舞。LWOS Life的Jack Wannan讚揚這首歌曲為一個驚人的製作。

## 商業表現
這首歌曲在韓國最高排名第18名，在K-pop Hot 100榜上最高排名第五名，成為該團體在該榜上排名最高的歌曲。在美國World榜上，這首歌曲最高排名第八名，成為他們的第二首進入前十名的熱門歌曲。儘管這是一首韓語單曲，但在日本也很成功，最高排名為Billboard Japan Hot 100的第13名。

## 音樂錄影帶
"Violeta" 的音樂錄影帶於2019年4月1日發布。由Digipedi執導，這支影片呈現出「充滿生氣和自然元素的形象包括草地上的花朵、發光的稜鏡、飛濺的水花和更多富有美感的設計。」
2021年3月22日，MV觀看次數已達7000萬，而點閱率在4000萬的時候，Stone Music Entertainment做了一部特別影片。
2025年3月11日，MV觀看次數突破一億，成為第五部破億歌曲。